# Килам (Алберта)
Килам (енгл. Killam) је малена варошица у централном делу канадске провинције Алберта, у оквиру статистичке регије Централна Алберта. Налази се на раскрсници ауто-путева 13 и 36, источно од града Камроуза. 
Према резултатима пописа становништва из 2011. у варошици је живео 981 становник у 433 домаћинства, што је за 3,7% мање у односу на попис из 2006. када је регистровано 1.019 житеља.
Привредна основа варошице је трговина пољопривредним производима са околних фарми.

## Становништво
| 2006. | 2011. |
| ----- | ----- |
| 1.019 | 981   |